# Анђела Галоп
Анђела Мери Сесилија Галоп (Оксфорд, 2. јануар 1950) јесте британски форензички научник.

## Биографија
Започела је каријеру у Служби за форензичке науке 1974. године. Од 1986. године води сопствене компаније за форензичке услуге.
Њени налази су помогли у решавању озлоглашених случајева као што су смрти Роберта Калвија, Рејчел Никел, Линет Вајт, Дамилоле Тејлор и Гарета Вилијамса. Такође је учествовала у истрази смрти Дајане, принцезе од Велса, не проналазећи доказе који би поткрепили теорије о завери.  
Одликована је Орденом Британске империје за свој научни допринос, детаљно описан у њеним књигама, а појављивала се и у бројним телевизијским емисијама.

## Лични живот
Она живи са своје две сијамске мачке у руралном Оксфордширу. Још увек показује интересовање за морске пужеве. Била је два пута удата и има сина. Анђела Галоп и Расел Стокдејл су се растали 2003. године, али су остали веома блиски. Умро је крајем 2021.

## Дела
- Gallop, Angela (2019). When the Dogs Don't Bark: A Forensic Scientist's Search for the Truth. Hachette UK. ISBN 978-1473678866.
- Gallop, Angela (2022). How to Solve a Crime: Stories from the Cutting Edge of Forensics. Hodder & Stoughton. ISBN 978-1529331363.
- Gallop, Angela (13. 2. 2020). „If the UK cares about justice, it must fund forensic services properly”. The Guardian. Приступљено 27. 3. 2022.